# Раздольный (Ростовская область)
Раздо́льный — хутор в Ремонтненском районе Ростовской области.
Входит в состав Киевского сельского поселения.

## Население
| 2010 |
| ---- |
| 238  |

## Улицы
- ул. Первомайская,
- ул. Победы,
- ул. Степная,
- ул. Центральная.

## Известные уроженцы
- Зубенко, Иван Егорович (1926—1994) — советский работник сельского хозяйства, чабан, Герой Социалистического Труда.